# إثميا أفغانية
إثميا أفغانية (الاسم العلمي: Ethmia afghana) هي نوع من الحشرات تتبع جنس الإثميا من فصيلة الألاشستيات.